# Du Barry Was a Lady
 Du Barry Was a Lady és una pel·lícula musical estatunidenca de Roy Del Ruth estrenada el 1943.

## Argument
May Daly, una ballarina, és estimada per dos homes: Louis Blore i Alec Howe. Per rivalitat, Louis aboca una droga en el got d'Alec, però per error se'l beu ell mateix. Louis somia aleshores que és Lluís XV i retroba May com Madame du Barry.

## Repartiment
- Red Skelton: Louis Blore / El rei Lluís XV
- Lucille Ball: May Daly / Madame Du Barry
- Gene Kelly: Alec Howe / Black Arrow
- Virginia O'Brien: Ginny
- Rags Ragland: Charlie / El Delfí
- Zero Mostel: Rami / Taliostra
- Donald Meek: M. Jones / Duc de Choiseul
- Douglass Dumbrille: Willie / Duc de Rigor
- George Givot: Cheezy / Comte de Roquefort
- Louise Beavers: Niagara

i
- Lana Turner: Cameo
- Ava Gardner: no surt als crèdits
- Tommy Dorsey i la seva Orquestra

## Al voltant de la pel·lícula
Errors de rodatge: Una actora vestida d'època es desplaça davant un mirall, en el qual es reflecteix una part de l'equip del rodatge, i sobretot un tècnic de 1943, assegut en una cadira!